# Названия Таллина
Город Таллин на протяжении своей истории имел названия Колывань, Линданисе, Ревель, Таллин (Таллинн).

## Колывань
Название города Колывань использовалось в известных древнерусских письменных источниках с 1223 года. Повсеместно встречается в официальных документах до конца XVIII века, а позже постепенно выходит из употребления, оставаясь в устной традиции.

### История упоминаний
Впервые название Колывань встречается на карте, составленной арабским географом Аль-Идриси в 1154 году, и в его сочинении  «Книга Рожера», написанном в том же году  на Сицилии. На карте указывается наименование qʟωri, которое исследователи отождествляют с наименованием Колывань в русских летописях более позднего периода. В разделе, содержащем описание района Балтийского моря, упомянута страна Astlanda (восточная земля), то есть Эстланда, Эстландия, и говорится: «К городам Астланды относится также город Колуван (Quoluwany). Это маленький город вроде большой крепости. Жители его землепашцы, и их доход скуден, но у них много скота». Свои сведения географ, как правило, заимствовал у мореплавателей, вероятно, норманнов. 
В древнерусских источниках название Колывань упоминается под 1223 годом в суздальской летописи по академическому списку: «прииде князь Ярослав (Всеволодович) от брата в Новгород с всею областию и поиде к Колываню, и повоева всю землю Чюдьскую; а полона приведоша бес числа, но города не взяша и злата много взяша». Затем Колывань упоминается в летописях под годами 1228, 1268, 1269, 1343, 1391, 1433, 1495, 1572 и прочих.
Таллин продолжает называться Колыванью ещё в XVII и XVIII столетиях. Так, в ноте Карлу XII, которой Россией объявлялось война Швеции, Таллин упоминался под этим названием. При этом Шафиров, указывая на законность притязания русских на Эстонию, выводит имя Колывань от русских слов кола (ограды) Ивана. Это показывает насколько русские считали имя Колывань национальным наименованием. Колывань фигурирует в документах в начале XVIII века, когда Пётр Первый в письме фельдмаршалу Б. П. Шереметеву от 5 августа 1702 года, касаясь военных действий в Прибалтике, писал о желательности продвинуться к Колывани.
После завоевания Эстляндии Таллин (тогда — Ревель) официально уже перестал называться Колыванью, тем не менее, в народе название сохранялось ещё в течение XVIII века, вместе с памятью о переименовании. Так, в солдатской песне времён Петра Великого о взятии Ревеля, записанной в Рязанской губернии, поётся: «как во славном то во городе в Колывани, что по нонешнему названьицу славный город Ревель, там стояли полатушки белы-каменныя» и прочее. Вариант этой песни, с именем города Колыванова вместо Колывани, был записан ещё в 1893 году на Кавказе. Фамилию «Колыванова» получила родившаяся в 1780 году в Ревеле внебрачная дочь князя А. И. Вяземского, в замужестве Екатерина Андреевна Карамзина. В 1891—1892 годах в Ревеле издавалась газета «Колывань».

### Этимология
Наиболее расхожая версия происхождения названия выводит его не из русского, а из финно-угорских языков. Предания о национальном карело-финском и эстонском богатыре Калеве были распространены во всей области проживания карелов, финнов и эстонцев и отождествлялись, как правило, с местностью, на которой возник Таллин. Так, одна старинная эстонская песня о смерти Калева говорит, что он похоронен под горой близ города.
Есть и сказание об основании города сыном Калева Калевипоэгом. По всей стране эстов и ливов рассеяны воспоминания о геройском сыне Калева. Главные герои финской Калевалы носят эпитет сынов Калева. Таким образом, по этой версии русское «Колывань» происходит, возможно, от Kaleven или Kalevan — древнеэстонской формы родительного падежа слова «Kalev», относящегося к древнему эстскому городищу, называвшемуся, возможно, «Kaleven linna» или «Kalevan (Kałevan) litha» — «город Калева». M. Фасмер связывает проникновение в древнерусскую литературу названия «Колывань» со встречавшимся в русских былинах именем Колыван, и только само имя опосредованно возводит к герою эстонского и карело-финского эпосов.

## Линданисе
В «Хронике Ливонии» Генриха Латвийского (1-я половина XIII века), написанной на латыни, приведено скандинавское название Lyndanise, Линданисе (дат. Lyndanisse, швед. Lindanäs). По-шведски это значило «паровой (залежный) мыс» : linda — «пар», näs — «мыс, нос». Хотя и нет достоверных свидетельств тех времён, документально подтверждающих, что шведы действительно называли город Lindanäs, видна смысловая аналогия между названием «Kesoniemi» из старофинского языка. Этот прямой перевод шведского «Lindanäs» был перенят финнами и означал то же самое.
Однако мысы таллинского побережья не изобилуют характерными для этого определения землями и залежными полями. Тем более не могли они быть чем-то подобным 800—900 лет назад, когда ещё стояли нетронутыми участки первозданных лесов, торфяников, а многие прибрежные районы были песчаными отмелями.
В начале XX века в ряде публикаций по ономастике обсуждался тезис, интерпретирующий такое несоответствие как результат адаптации и ассимиляции новых имён.

Согласно представленной трактовке, данный случай — пример заимствования, когда на образование топонима повлияла народная этимология. Переосмыслив чужое название, его старались адаптировать и объяснить через существующее в родном языке слово. Таким образом, наиболее вероятно, что викинги одновременно с городищем познакомились и с его оригинальным названием. Оно было перенято и адаптировано к старо-шведскому языку. Рассматривался возможный вариант исходного наименования.
Вероятно, одним из древнейших названий было Литн или Лидна — праформа слова linn («город») в современном эстонском. В этом слове вместо долгого -nn- стояло -tn- или -dn-, сходное с родственными языками. Например, водский язык имеет lidna, а вепсский язык — lidn.
Та же «Хроника Ливонии» в названии нескольких городищ, таких как Сомелинде и Агелинде, приводит слово linde. В эстонских текстах XVII—XVIII веков тоже неоднократно встречается lidn. А древнее городище называлось, да и сейчас называется в диалектах: linnaase («место города»). «Ase» — исконное угро-финское слово, им обозначают вообще место, где живут или находятся. 

Эстонское linnaase могло быть общим названием городища и расположенного рядом с ним поселения — места, где селились. Ныне обиходное в эстонском слово ase («место, ложе»), генитив aseme, ранее звучало asõn, генитив asõmõn. Примерно 1000 лет назад нынешнее linnaase имело бы форму litnan-asõn или lidnanasõn. Именно эта форма по звучанию могла казаться шведам очень близкой к сложному слову их родного языка linda+näs.
В русской былине о Соловье Будимировиче упоминается приморский город Ле́денец, который некоторые исследователи (например Вс. Миллер) отождествляют с Линданисе.
Тем не менее, при отсутствии новых источников информации (археологические находки, письменные документы, и т. п.), дискуссии по этой теме продолжаются до сих пор.

## Ревель
Скандинавы и немцы называли город Ре́валь  (швед. Revel,  нем. Rewal). Это название бытовало с 1219 года (лат. Reualia), когда большая часть территории будущей Эстонии была завоёвана Орденом меченосцев и датчанами. Оно происходит от названия мааконда (исторической земли) Ревала.
Русское название Ре́вель стало общераспространённым в XVII веке и официальным названием города — после присоединения отвоёванной в ходе Северной войны Эстонии к Российской империи. В 1719 году была учреждена также Ревельская губерния, центром которой стал Ревель.

## Таллин / Таллинн
Согласно имеющимся оценкам лингвистов, название Tallinn(a) в эстонском языке происходит от словосочетания taani linn («датский город»). Название «датский город» отсылает к построенному датскими захватчиками замку на месте крепости эстов после битвы при Линданисе в 1219 году. Была выдвинута и несколько иная версия, согласно которой название столицы Эстонии происходит от Taliuin — так, якобы, читается упомянутый в 1154 году арабским географом аль-Идриси qlwri (это близко к эстонскому tali-linn, что можно перевести как «зимний город», т. е. крепость, которая использовалась зимой).
Окончание -linn означает то же самое, что и русский «-город/град» или немецкий -burg («крепость», «замок»).
Примерно в XIII веке стало употребляться и современное эстонское название города — Таллин. Самое первое упоминание современной формы названия города (Tallyn) обнаружено в сохранившейся присяге таллинских эстонцев (в оригинале — негерманцев) на верность Герману фон Брюггеноэ, магистру Ливонского ордена, и датировано 1536 годом.
После провозглашения независимости Эстонии в 1918 году название Таллинн (эст. Tallinn) было принято официально. Однако до 1935 года на международном уровне было также разрешено использовать и название «Ревель», и до этого времени во всех газетных статьях продолжал использоваться исключительно топоним «Ревель» во всех производных формах. Начиная с 1933 года топоним Таллинн(ъ) стал общеупотребительным, и почтовое управление потребовало указывать именно его на почтовых адресах. В то же время в изданиях на русском языке, а позже и советских газетах закрепилось написание «Таллин» с одной ′н′.
7 декабря 1988 года на сессии Верховного Совета Эстонской ССР была принята поправка к русскому тексту Конституции ЭССР, согласно которой с 1 января 1989 года название города стало писаться с двумя «н» (Таллинн). Такое изменение объяснялось стремлением привести русское написание в соответствие с эстонским.
Эстонские средства массовой информации, издающиеся на русском языке, а также другие печатные издания,  используют написание Таллинн, что обусловлено постановлениями министра образования и науки ЭР и требованиями Языковой инспекции Эстонии.
Распоряжением администрации президента Российской Федерации от 17 августа 1995 года № 1495 «О написании названий государств-бывших республик СССР и их столиц» было установлено следующее написание названия города для использования «в документах, создаваемых в Администрации Президента Российской Федерации, в служебной переписке и официальных переговорах»: Таллин.